# Rýmařov (nádraží)
Rýmařov je dopravna D3 v jihovýchodní části města Rýmařov v okrese Bruntál v Moravskoslezském kraji nedaleko Podolského potoka. Leží na neelektrizované jednokolejné trati Valšov – Rýmařov.

## Historie
15. října 1878 otevřela společnost Císařsko-královské státní dráhy (kkStB) trať z Valšova, kudy od roku 1872 procházela trať společnosti Moravsko-slezská ústřední dráha (MSCB) spojující Olomouc a Opavu. Nově postavené nádraží v Rýmařově vzniklo jako koncová stanice, dle typizovaného stavebního vzoru.

## Popis
Nachází se zde dvě nekrytá jednostranná nástupiště, k příchodu k vlakům slouží přechody přes koleje.
8. června 2012 byla zrušena osobní pokladna s výdejem jízdenek.
V roce 2021 byla provedena rekonstrukce nádraží v ceně 18 379 875,15 Kč bez DPH, která zahrnovala opravu staničních kolejí, výhybek, nástupiště a opěrné zídky a úpravu zabezpečovacího zařízení.